# 13376 Данфі
13376 Данфі (13376 Dunphy) — астероїд головного поясу, відкритий 15 листопада 1998 року.
Тіссеранів параметр щодо Юпітера — 3,357.